# St. Martin (Bexbach)

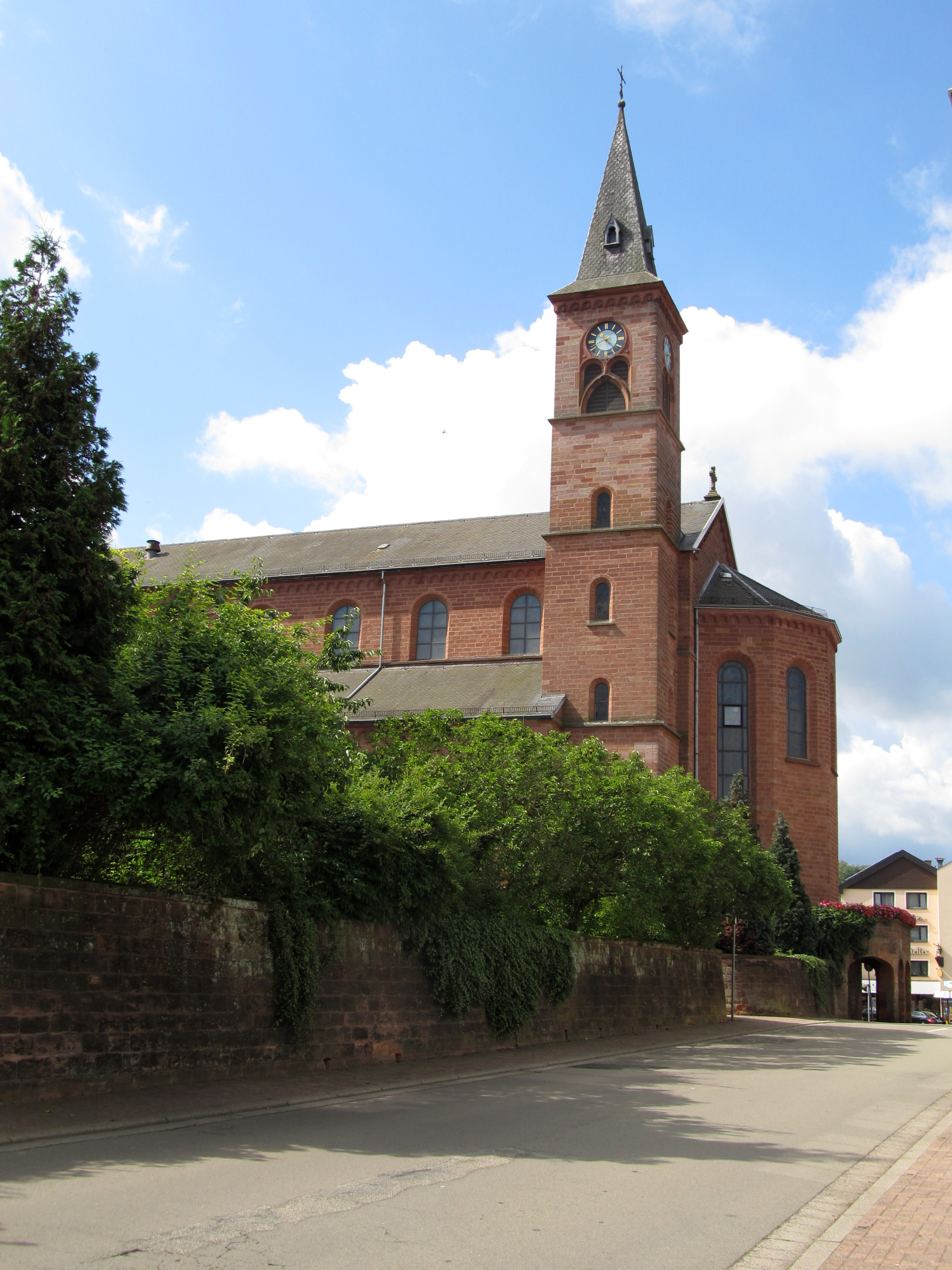
Die Pfarrkirche St. Martin in Bexbach

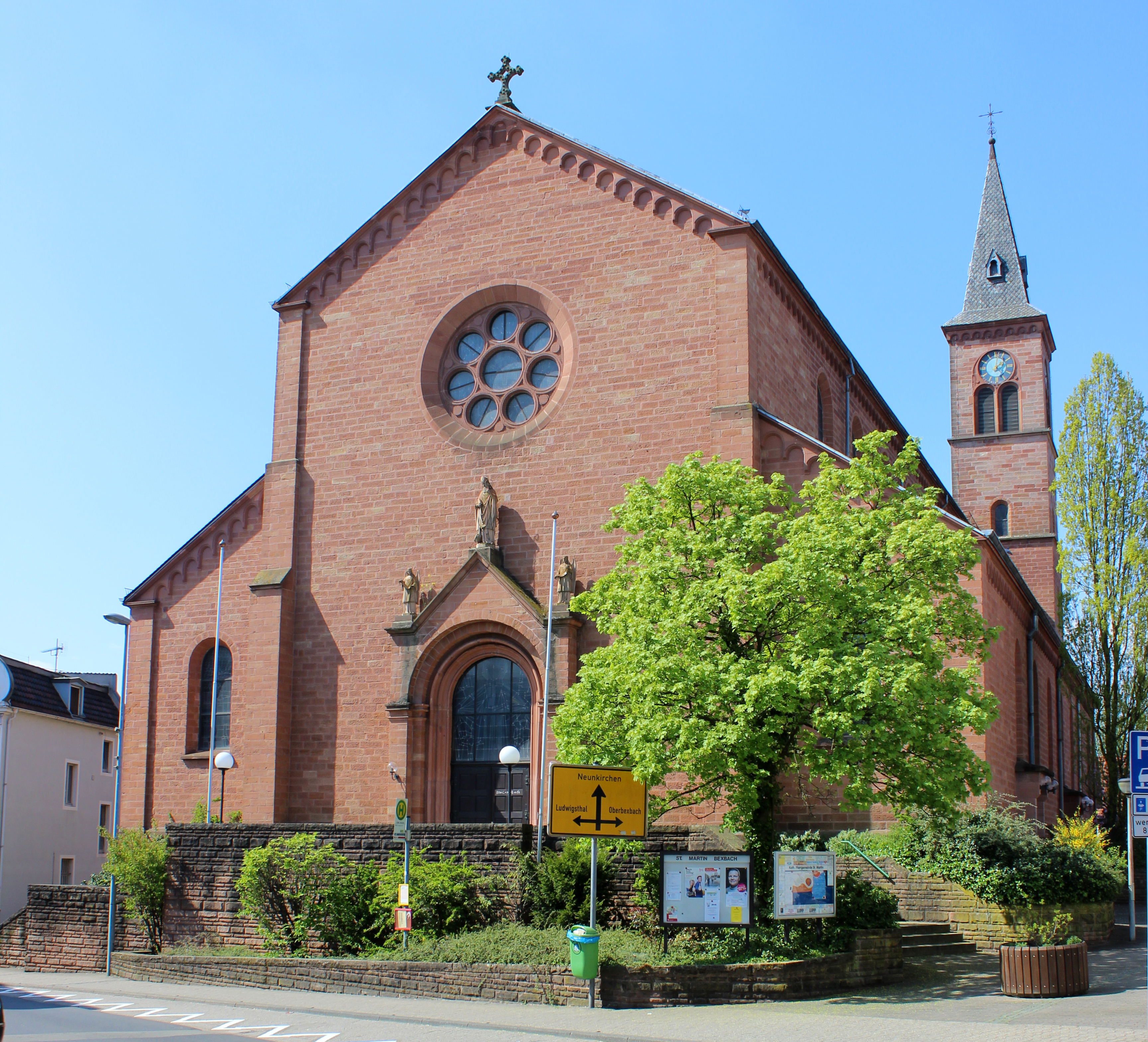
St. Martin von der Rathausstraße aus betrachtet

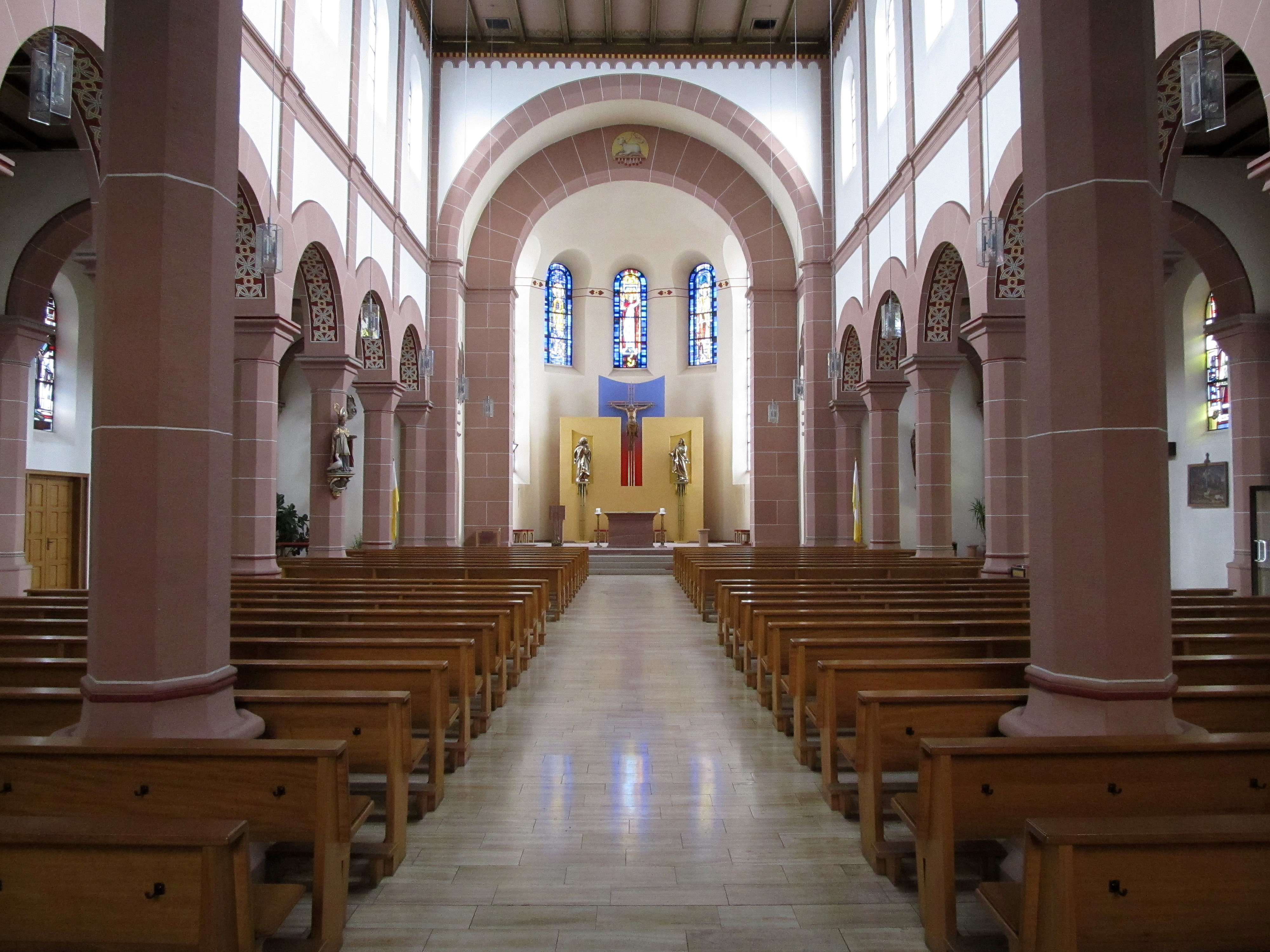
Blick ins Innere der Kirche

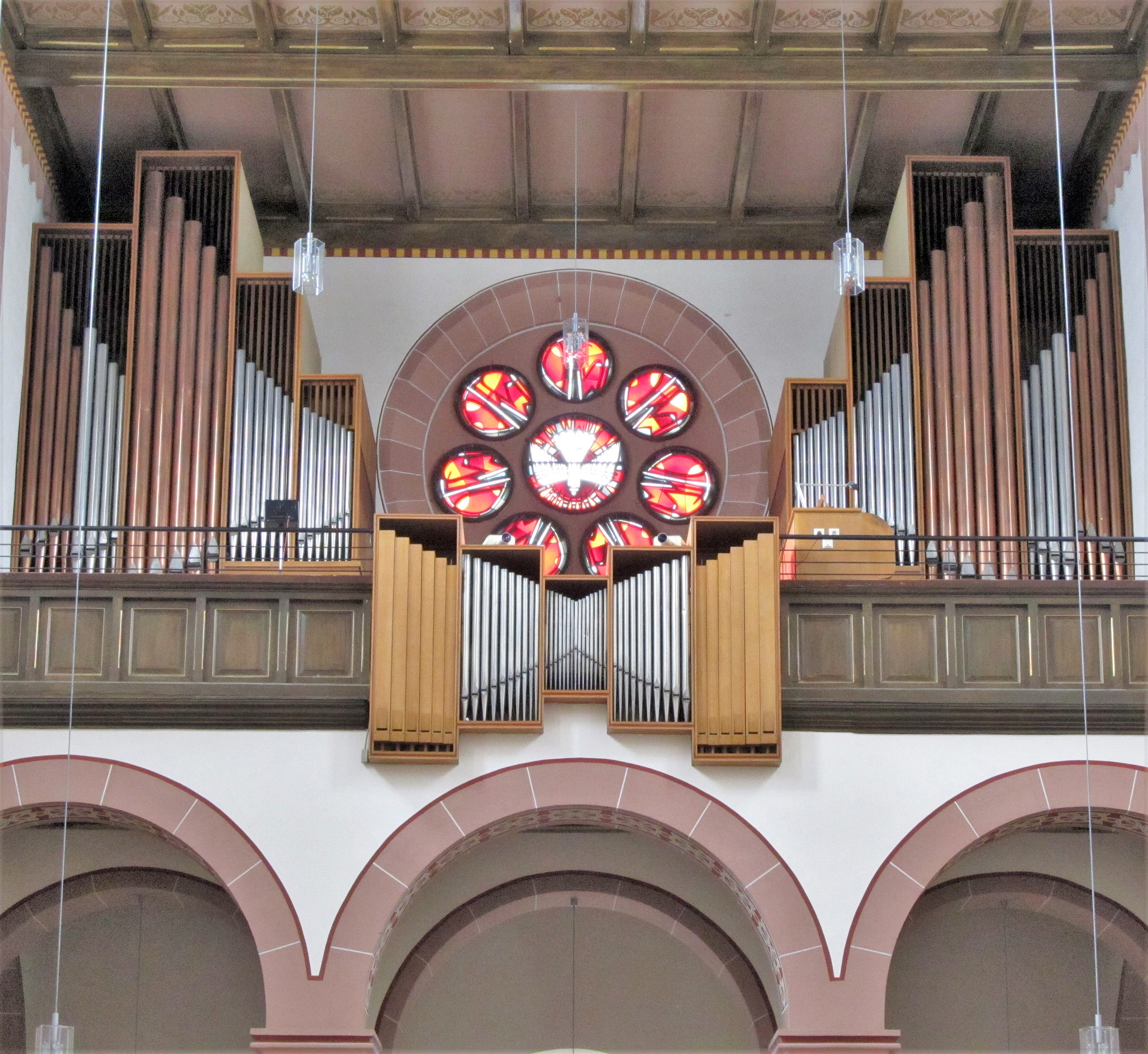
Blick zur Empore mit Orgelprospekt

Die Kirche St. Martin ist eine katholische Pfarrkirche im saarländischen Bexbach, Saarpfalz-Kreis. Kirchenpatron ist der heilige Martin. In der Denkmalliste des Saarlandes ist die Kirche als Einzeldenkmal aufgeführt.

## Geschichte
Die heutige Kirche hatte einen Vorgängerbau, der 1880 abgerissen wurde. In den Jahren 1880/81 wurde im neuromanischen Stil ein Neubau nach Plänen des Architekten Franz Schöberl (Speyer) errichtet. 1881 erfolgte die Einweihung durch den damaligen Speyrer Bischof Joseph Georg von Ehrler. Das heutige Pfarrhaus neben der Kirche wurde erst 1895 erbaut. Im Jahr 1891 bekam die Kirche ihr erstes Geläut, bestehend aus vier Glocken (e, fis, gis, h), die von der Firma Bour & Günzer (Metz) gegossen wurden. Um die Kirchenausstattung zu finanzieren, wurde 1904 der „St. Martinusvereins“ gegründet. Die Installation der Kirchenuhr, die im Besitz der Gemeinde ist, erfolgte 1907. Zwei Jahre später wurde das Kirchengebäude zum ersten Mal einer Restaurierung unterzogen, in deren Rahmen das Innere der Kirche ausgemalt wurde.
Während des Ersten Weltkrieges wurden 1915 drei der vier Glocken für Kriegszwecke abmontiert, wobei die größte Glocke (e) im Turm verbleiben durfte. 1919 kam es zu einem „Kirchenraub“, bei dem Unbekannte in der Kirche Verwüstungen anrichteten. Im Jahr 1921 wurde ein neues vierstimmiges Geläut (e, g, a, c) eingeweiht, das von der Glockengießerei Pfeifer in Kaiserslautern stammte. Im Rahmen der zweiten Renovierung der Kirche wurde die Empore 1928 um ein Joch erweitert.
Im Laufe des Zweiten Weltkrieges kam es 1942 zur Beschlagnahmung und Abmontierung der drei größten Glocken für Kriegszwecke, während die kleinste Glocke nicht abgegeben werden musste und heute in Niederbexbach hängt. 1944/45 erlitt das Gotteshaus durch Bombenangriffe beträchtliche Schäden, die provisorisch behoben wurden.
In den Jahren nach dem Krieg wurde die Kirche von 1945 bis 1950 restauriert und erweitert, indem die Sakristei vergrößert wurde. 1951 weihte Bischof Joseph Wendel vier neue Glocken (e, g, a, h). Bei der dritten Kirchenrestaurierung 1962/63 wurde der Altarraum neu gestaltet, auch neue Fenster wurden eingebaut. Außerdem wurde eine Taufkapelle mit neuem Taufstein eingerichtet. 1980/81 kam es erneut zu einer Restaurierung der Kirche, wobei eine neue Heizung und neue Bänke eingebaut sowie ein neuer Fußboden verlegt wurde.
Bei der Restaurierung im Jahr 2006 wurde der Chorraum unter Einbeziehung von Figuren des Hochaltars aus der Erbauungszeit nochmals neu gestaltet. Auch ein neuer Altar wurde errichtet, der am 3. September 2006 von Bischof Anton Schlembach geweiht wurde.

## Ausstattung
1941 malte Adolph Späth (München) einen neuen Kreuzweg, nach dem Original von Gebhard Fugel.
Kunstmaler Willi Kurz (Neunkirchen) gestaltete 1963 die neuen Kirchenfenster, die vom Kirchenglasermeister Kaschenbach (Trier) ausgeführt wurden. 2006 wurde im Altarraum ein roter Sandsteinquader mit weißer Maserung als neuer Altar errichtet, ebenso ein neuer Ambo aus gemasertem Sandstein und ein gemauertes Retabel. Hinter Altar und Ambo befindet sich eine Kreuzigungsgruppe bestehend aus Kruzifix und Figuren von Maria und Johannes, die alle vom 1962 entfernten Hochaltar aus der Erbauungszeit stammen.

## Orgel
Die Orgel der Kirche wurde 1964 von der Firma Hugo Mayer Orgelbau (Heusweiler) erbaut und ersetzte die 1910 gebraucht angeschaffte Orgel von Voit u. Söhne (Durlach, 17 Register). Das Instrument, das auf einer Empore aufgestellt ist, verfügt über 35 Register, verteilt auf drei Manuale und Pedal in einem freistehenden Spieltisch. Die Windladen sind Schleifladen mit elektrischer Spiel- und Registertraktur.
| I Hauptwerk C–g3 |                     |       |
| 1.               | Rohrpommer          | 16′   |
| 2.               | Principal           | 8′    |
| 3.               | Koppelflöte         | 8′    |
| 4.               | Octave              | 4′    |
| 5.               | Offenflöte          | 4′    |
| 6.               | Nazard              | 2 ⁄3′ |
| 7.               | Mixtur maior III–IV | 2′    |
| 8.               | Mixtur minor III–IV | 1 ⁄3′ |
| 9.               | Trompete            | 8′    |

| II Positiv C–g3 |               |        |
| 10.             | Holzgedackt   | 8′     |
| 11.             | Principal     | 4′     |
| 12.             | Rohrflöte     | 4′     |
| 13.             | Sifflöte      | 2′     |
| 14.             | Terz          | 1 3⁄5′ |
| 15.             | Quinte        | 1 ⁄3′  |
| 16.             | Cimbel III–IV | 2⁄3′   |
| 17.             | Krummhorn     | 8′     |
|                 | Tremulant     |        |

| III Schwellwerk C–g3 |                     |     |
| 18.                  | Metallgedackt       | 8′  |
| 19.                  | Salicional          | 8′  |
| 20.                  | Geigenprincipal     | 4′  |
| 21.                  | Holzflöte           | 4′  |
| 22.                  | Blockflöte          | 2′  |
| 23.                  | Septsesquialter III |     |
| 24.                  | Scharff III–V       | 1′  |
| 25.                  | Dulcean             | 16′ |
| 26.                  | Schalmay            | 4′  |
|                      | Tremulant           |     |

| Pedal C–f1 |               |       |
| 27.        | Principalbaß  | 16′   |
| 28.        | Subbaß        | 16′   |
| 29.        | Octavbaß      | 8′    |
| 30.        | Gemshorn      | 8′    |
| 31.        | Choralflöte   | 4′    |
| 32.        | Kornett IV    | 4′    |
| 33.        | Hintersatz IV | 2 ⁄3′ |
| 34.        | Posaune       | 16′   |

- Koppeln: II/I, III/I, III/II, I/P, II/P, III/P
- Spielhilfen: drei freie Kombination, Tutti, Crescendo, Crescendo ab, Zungeneinzelabsteller